# یواس‌اس اسنودراپ (۱۸۶۳)
یواس‌اس اسنودراپ (۱۸۶۳) (به انگلیسی: USS Snowdrop (1863)) یک کشتی بود که طول آن ۹۱ فوت (۲۸ متر) بود. این کشتی در سال ۱۸۶۳ ساخته شد.